# Kuźnica Ligocka
Kuźnica Ligocka (niem. Ellguth-Hammer) – wieś w Polsce położona w województwie opolskim, w powiecie nyskim, w gminie Korfantów.
Miejscowość leży na południowym krańcu Borów Niemodlińskich (pozostałość dawnej Puszczy Niemodlińskiej), na ziemi prudnickiej. Przez miejscowość przepływa rzeka Ścinawa Niemodlińska.

## Historia
Do 1742 wieś należała do powiatu sądowego głogóweckiego w Monarchii Habsburgów. Po I wojnie śląskiej znalazła się w granicach Królestwa Prus i weszła w skład powiatu prudnickiego w prowincji Śląsk.
Od końca XVIII w. część wsi - Ligota Fyrlądzka, bedąca niegdyś samodzielną gminą, posiadała pieczęć, na której wizerunku przedstawiono budynek kuźni mechanicznej.
Wieś ucierpiała podczas powodzi we wrześniu 2024.